# Лий-Анн Уолъс
Лий-Анн Уолъс (на английски: Lee-Ann Wallace) е австралийска писателка на произведения в жанра любовен роман и паранормален любовен роман и романтичен трилър.

## Биография и творчество
Лий-Анн Уолъс е родена на в Бризбейн, Австралия. Отраства в Нова Зеландия и после в „Палм Бийч“ на Гоулд Коуст. От малка е запалена читателка на романтична литература.
Започва да пише през 2011 г. Публикува първата си книга самостоятелно. Първата ѝ поредица „Съновник“ е издадена пред 2015 г.
Лий-Анн Уолъс живее със семейството си в Бризбейн.

## Произведения

### Самостоятелни романи
- The King’s Alley Cat (2017)
- Stealing the Christmas Mouse (2017)
- Summer Courage (2018)

### Серия „Съновник“ (Dream Scribe)
1. Amber Dreams 1 (2015)
2. Amber Dreams 2 (2015)
3. Amber Dreams 3 (2015)

### Серия „Паднали звезди“ (Fallen Star)
1. Silver's Captive (2016)
2. Branded by Kesh (2016)
3. A Perfect Bond (2016)
4. Body, Heart and Soul (2016)
5. The Long Night of Betrayal (2016)
6. The Mate You Need (2016)
7. Drowning In You (2016)
8. Crave Me Forever (2016)

### Серия „Перфектната половинка“ (Project Destiny)
1. Claimed (2016)
Съдба сред звездите, фен-превод

### Участие в общи серии с други писатели

#### Серия „В очакване на почивката“ (Holiday Countdown)
18. The King’s Alley Cat (2016)
Коледен подарък, фен-превод
от серията има още 24 романа от различни автори